# O Estado de S. Paulo
O Estado de S. Paulo, también conocido como Estadão, es un periódico brasileño publicado en la ciudad de São Paulo desde 1875. Junto con O Globo, Folha de S. Paulo, Zero Hora, Correio Braziliense y Estado de Minas, entre otros, forma el grupo de los principales periódicos de referencia de Brasil.
Fue fundado sobre los ideales de un grupo de republicanos el 4 de enero de 1875. En la época, el periódico se llamó A Província de São Paulo (en español: "La provincia de São Paulo) y fue el pionero del país en ventas al por menor, hecho por el que fue ridiculizado por sus competidores Correio Paulistano, O Ipiranga y Diário de S. Paulo (1865).
Las ventas puntuales fueron impulsadas por el inmigrante francés Bernard Gregoire, que salía a la calle montado en un caballo y tocando una bocina para atraer la atención del público -y que, décadas más tarde, se convertiría en el símbolo mismo del periódico-, aumentando la circulación del diario. A finales del siglo XIX, Estado ya era el mayor periódico de São Paulo, superando con creces al Correio Paulistano.
Poco después del final de la Segunda Guerra Mundial, el Estado experimentó un enorme progreso con un aumento de la tirada y del prestigio nacional. La administración de los interventores demostró ser financieramente eficiente y el periódico gozó de una excelente situación financiera.  El periódico fue el cuarto de mayor circulación en Brasil en 2015, con una media diaria de 157.761 ejemplares y el tercero en la versión digital, con 78.410 visitas,y segundo en el Gran São Paulo, con una media diaria de 159.900 ejemplares en 2007. Sin embargo, está sufriendo una caída acelerada de lectores, al igual que otras grandes publicaciones brasileñas

## Desarrollo
Tiene su sede en São Paulo desde su fundación en 1875. Pertenece al Grupo Estado que es un conglomerado de medias como la Rádio Estadão, la agencia de noticias Agência Estado y la OESP Mídia que publica, entre otras, listas telefónicas, guías y mantiene sitios web. Según la Associação Nacional de Jornais (Asociación Nacional de Periódicos) en 2015 publicó un promedio de 157.761 ejemplares diarios y tenía 78.410 visitas de su versión digital.